# Guaraciaba (Santa Catarina)
Pour les articles homonymes, voir Guaraciaba.
Guaraciaba est une ville brésilienne de l'ouest de l'État de Santa Catarina.

## Géographie
Guaraciaba se situe par une latitude de 26° 35' 56" sud et par une longitude de 53° 31' 04" ouest, à une altitude de 720 mètres. Sa population était de 10 498 habitants au recensement de 2010. La municipalité s'étend sur 331 km2.
Elle fait partie de la microrégion de São Miguel do Oeste, dans la mésorégion Ouest de Santa Catarina.

## Administration
La municipalité est constituée de deux districts :
- Guaraciaba (siège du pouvoir municipal)
- Ouro Verde

## Villes voisines
Guaraciaba est voisine des municipalités (municípios) suivantes :
- São José do Cedro
- Anchieta
- Barra Bonita
- São Miguel do Oeste
- Paraíso

La ville est également limitrophe de l'Argentine.